# Alexander Abakumowitsch
Alexander Abakumowitsch, auch Abakunowitsch, Obakunowitsch, (russisch Александр Абакумович, Абакунович, Обакунович; * im 14. Jahrhundert; † 1372 in Torschok) war ein Nowgoroder Woiwode, Piraten-Führer und Entdecker.

## Leben
Alexander, Bruder des späteren Nowgoroder Possadniks Bogdan Abakumowitsch, führte 1363 zusammen mit dem Woiwoden Stepan Ljapa eine Nowgoroder Truppe zur Ussa und weiter durch den Polar-Ural zum Ob und an den Obbusen. Eine weitere Truppe war an den Schtschugor und durch den Nordural zur Nördlichen Soswa und an den Ob geschickt worden. Die Männer an der Dwina hatten den Nowgorodern den Weg versperren wollen, aber sie waren bei Cholmogory geschlagen worden. Alexander erkundete  das Land am Ob bis zur Mündung des Irtysch und gliederte es dem Territorium der Republik Nowgorod an. Die ersten russischen Siedlungen jenseits des Urals wurden gegründet. Im Winter 1364/1365 kehrten beide Truppen nach Nowgorod zurück, und Alexander präsentierte die erste Dokumentation über das Ob-Land.
Mit den Nowgoroder Bojaren Jessif Warfolomejewtsch und Wassili Fjodorowitsch finanzierte Alexander 1365 einen Piraten-Feldzug mit 150 Schiffen auf der Wolga, die nach Nischni Nowgorod und Bolgar (frühere Hauptstadt der Wolgabulgaren) fuhren, um dann die Kama hinauf zu fahren. Unterwegs wurden viele Tataren getötet und zahlreiche Handelsschiffe geraubt, die meistens Tataren, aber auch Russen gehörten. Auf einen drohenden Protestbrief Dmitri Donskois an die Nowgoroder Regierung wurde geantwortet, dass junge Leute ohne Wissen der Regierung losgezogen seien und nur Muslime geschlagen hätten. Unzufrieden mit der Antwort, schickte Dmitri Donskoi als Beauftragter der Goldenen Horde eine Truppe an die Dwina, Juga und Kupina, um Nowgoroder Woloste verwüsten zu lassen und Tribute einzufordern. 1367 handelte eine Nowgoroder Gesandtschaft einen Frieden in Moskau aus.
Als Truppen des Fürsten Michail Alexandrowitsch von Twer die Nowgoroder Grenzstadt Torschok bedrohten, erhielt Alexander von der Nowgoroder Wetsche das Kommando über die Truppe zur Verteidigung Torschoks. Im Kampf mit den Twerern wurde er mit drei weiteren bedeutenden Nowgorodern getötet.
Bei einer Ausgrabung in Staraja Russa wurde 2017 auch eine Bulle Alexanders gefunden. Alexanders Bullen mit dem Bild des Apostels Johannes waren bereits früher in Nowgorod gefunden worden.